# Chimboy
Chimboy hay Chimbay (tiếng Uzbek: Chimboy / Чимбой; tiếng Karakalpak: Shımbay / Шымбай; tiếng Nga: Чимбай) là một thị trấn và trung tâm hành chính của huyện Chimboy ở Karakalpakstan, Uzbekistan.
Chimboy được xây dựng vào thế kỷ 17, và mang địa vị thị trấn từ năm 1974. Tại đây có các nhà máy tỉa bông và chế biến thực phẩm.

## Lịch sử
Chimboy được xây dựng vào thế kỷ 17 như một pháo đài dành cho ngư dân và người chăn nuôi gia súc. Trong cuộc khai quật của các nhà khảo cổ học Karakalpak vào năm 1976-77, người ta đã phát hiện ra những hiện vật có niên đại từ thế kỷ thứ 7 và thứ 8.
Trong các nguồn lịch sử, thành phố ban đầu được gọi là Shakhtemir. Năm 1643, một pháo đài được xây dựng trên Biển Aral, một phần của Hãn quốc Khiva. Chimboy là trung tâm của vùng ven biển.
Năm 1740, Trung úy Gladyshev đến thăm Shakhtemir, sau này nói: “Những ngôi nhà ở thành phố này được xây bằng đất sét, có hào bao quanh, có một cái hồ gần đó, người dân uống nước từ giếng, ở vùng lân cận thành phố có những ngôi nhà đơn lập đang phát triển. Mất khoảng hai ngày để đi từ biển đến thành phố.
Bản đồ do nhà khảo sát Muravin biên soạn năm 1741 cũng thể hiện Shakhtemir. Năm 1890, một trường học và trung tâm y tế được mở.
Trong khoảng 25 năm đầu của thế kỷ 20, có 80 cửa hàng trong thành phố; thương nhân Chimboy mang vải và các hàng hóa khác từ Orenburg. Năm 1907-08, hạt cỏ linh lăng và các sản phẩm khác được xuất khẩu sang Nga, Mỹ và Đức.
Trong thời kỳ này, các xưởng sản xuất bông, nhà máy dầu và xưởng thuộc da được xây dựng ở Chimboy. Năm 1913, một nhà máy chế biến hạt cỏ linh lăng được thành lập.
Năm 1916, người dân nổi dậy chống lại việc chính quyền Nga hoàng áp bức cư dân địa phương. Năm 1919, các trường học mới được mở ở Chimboy.
Chimbay được cấp địa vị làng vào năm 1927 và địa vị thị trấn vào năm 1974. Năm 1980, một tuyến đường sắt được xây dựng.

## Khí hậu
Chimboy có khí hậu sa mạc lạnh (phân loại khí hậu Köppen BWk), với mùa đông lạnh và mùa hè nóng. Mưa ít và thất thường, chủ yếu xuất hiện vào các tháng mùa đông và mùa thu.
| Dữ liệu khí hậu của Chimboy (1981–2010) | Dữ liệu khí hậu của Chimboy (1981–2010) | Dữ liệu khí hậu của Chimboy (1981–2010) | Dữ liệu khí hậu của Chimboy (1981–2010) | Dữ liệu khí hậu của Chimboy (1981–2010) | Dữ liệu khí hậu của Chimboy (1981–2010) | Dữ liệu khí hậu của Chimboy (1981–2010) | Dữ liệu khí hậu của Chimboy (1981–2010) | Dữ liệu khí hậu của Chimboy (1981–2010) | Dữ liệu khí hậu của Chimboy (1981–2010) | Dữ liệu khí hậu của Chimboy (1981–2010) | Dữ liệu khí hậu của Chimboy (1981–2010) | Dữ liệu khí hậu của Chimboy (1981–2010) | Dữ liệu khí hậu của Chimboy (1981–2010) |
| Tháng                                   | 1                                       | 2                                       | 3                                       | 4                                       | 5                                       | 6                                       | 7                                       | 8                                       | 9                                       | 10                                      | 11                                      | 12                                      | Năm                                     |
| --------------------------------------- | --------------------------------------- | --------------------------------------- | --------------------------------------- | --------------------------------------- | --------------------------------------- | --------------------------------------- | --------------------------------------- | --------------------------------------- | --------------------------------------- | --------------------------------------- | --------------------------------------- | --------------------------------------- | --------------------------------------- |
| Cao kỉ lục °C (°F)                      | 17.0 (62.6)                             | 27.7 (81.9)                             | 31.8 (89.2)                             | 37.1 (98.8)                             | 41.1 (106.0)                            | 43.3 (109.9)                            | 45.1 (113.2)                            | 46.0 (114.8)                            | 41.0 (105.8)                            | 33.8 (92.8)                             | 27.2 (81.0)                             | 20.0 (68.0)                             | 46.0 (114.8)                            |
| Trung bình ngày tối đa °C (°F)          | 0.5 (32.9)                              | 3.4 (38.1)                              | 11.2 (52.2)                             | 21.6 (70.9)                             | 28.3 (82.9)                             | 33.8 (92.8)                             | 35.4 (95.7)                             | 33.6 (92.5)                             | 27.3 (81.1)                             | 19.3 (66.7)                             | 9.6 (49.3)                              | 2.7 (36.9)                              | 18.9 (66.0)                             |
| Trung bình ngày °C (°F)                 | −4.4 (24.1)                             | −2.5 (27.5)                             | 4.4 (39.9)                              | 14.0 (57.2)                             | 20.8 (69.4)                             | 26.2 (79.2)                             | 27.9 (82.2)                             | 25.9 (78.6)                             | 18.8 (65.8)                             | 11.0 (51.8)                             | 3.4 (38.1)                              | −2.3 (27.9)                             | 11.9 (53.4)                             |
| Tối thiểu trung bình ngày °C (°F)       | −8.3 (17.1)                             | −7.1 (19.2)                             | −1.3 (29.7)                             | 7.2 (45.0)                              | 13.5 (56.3)                             | 18.4 (65.1)                             | 20.4 (68.7)                             | 18.2 (64.8)                             | 11.2 (52.2)                             | 3.8 (38.8)                              | −1.6 (29.1)                             | −6.4 (20.5)                             | 5.7 (42.3)                              |
| Thấp kỉ lục °C (°F)                     | −33.7 (−28.7)                           | −29.6 (−21.3)                           | −22.6 (−8.7)                            | −10.4 (13.3)                            | −0.5 (31.1)                             | 5.9 (42.6)                              | 8.4 (47.1)                              | 6.8 (44.2)                              | −3.6 (25.5)                             | −13.2 (8.2)                             | −25.5 (−13.9)                           | −29.7 (−21.5)                           | −33.7 (−28.7)                           |
| Lượng Giáng thủy trung bình mm (inches) | 12 (0.5)                                | 12 (0.5)                                | 20 (0.8)                                | 17 (0.7)                                | 21 (0.8)                                | 7 (0.3)                                 | 4 (0.2)                                 | 4 (0.2)                                 | 5 (0.2)                                 | 7 (0.3)                                 | 15 (0.6)                                | 12 (0.5)                                | 133 (5.2)                               |
| Số ngày mưa trung bình                  | 2                                       | 2                                       | 4                                       | 4                                       | 4                                       | 2                                       | 1                                       | 1                                       | 2                                       | 3                                       | 4                                       | 3                                       | 32                                      |
| Số ngày tuyết rơi trung bình            | 5                                       | 3                                       | 2                                       | 0.3                                     | 0                                       | 0                                       | 0                                       | 0                                       | 0                                       | 0.2                                     | 1                                       | 4                                       | 16                                      |
| Độ ẩm tương đối trung bình (%)          | 75                                      | 71                                      | 63                                      | 52                                      | 48                                      | 44                                      | 44                                      | 47                                      | 50                                      | 57                                      | 68                                      | 73                                      | 58                                      |
| Số giờ nắng trung bình tháng            | 119                                     | 143                                     | 169                                     | 220                                     | 317                                     | 362                                     | 375                                     | 380                                     | 288                                     | 224                                     | 150                                     | 104                                     | 2.851                                   |
| Nguồn 1: Pogoda.ru.net                  |                                         |                                         |                                         |                                         |                                         |                                         |                                         |                                         |                                         |                                         |                                         |                                         |                                         |
| Nguồn 2: NOAA (1961–1990)               |                                         |                                         |                                         |                                         |                                         |                                         |                                         |                                         |                                         |                                         |                                         |                                         |                                         |

## Cơ sở hạ tầng
Thị trấn này là nơi có các nhà máy tỉa bông và chế biến thực phẩm, Viện nghiên cứu nông nghiệp Karakalpak, trạm chăn nuôi, trường trung học, trường dạy nghề, thư viện, câu lạc bộ, trung tâm văn hóa, cung văn hóa sinh viên, bệnh viện, bệnh viện phụ sản và các cơ sở y tế khác.

## Giao thông
Chimboy được nối với Halkobod và Nukus bằng một con đường đi về phía nam. Một con đường khác dẫn đến Qarao‘zak và Taxtako‘pir ở phía đông bắc.